# Giro di Lombardia 1906
Il Giro di Lombardia 1906, seconda edizione della corsa, fu disputata l'11 novembre 1906, su un percorso totale di 197 km. Fu vinta dall'italiano Cesare Brambilla, giunto al traguardo con il tempo di 7h28'39", alla media di 26,435 km/h, precedendo Carlo Galetti e Luigi Ganna. 
Presero il via da Milano 53 ciclisti e 20 di essi portarono a termine la gara.

## Ordine d'arrivo (Top 10)
| Pos. | Corridore         | Squadra | Tempo    |
| ---- | ----------------- | ------- | -------- |
| 1    | Cesare Brambilla  | OTAV    | 7h28'39" |
| 2    | Carlo Galetti     | OTAV    | a 7"     |
| 3    | Luigi Ganna       | OTAV    | a 4'41"  |
| 4    | Mario Gaioni      | Bianchi | a 4'58"  |
| 5    | Ernesto Ferrari   | -       | a 32'42" |
| 6    | Clemente Canepari | -       | s.t.     |
| 7    | Eberardo Pavesi   | OTAV    | a 38'49" |
| 8    | Carlo Mairani     | -       | a 55'08" |
| 9    | Carlo Bordoni     | -       | s.t.     |
| 10   | Mario Lonati      | -       | a 55'09" |